# Bukittinggi
Bukittinggi este un oraș din Indonezia.